# 2023 no Vaticano
Esta é uma cronologia dos principais fatos ocorridos no ano de 2023 no Vaticano.

## Incumbentes
- Soberano Pontífice (Papa) – Papa Francisco (2013 – 2025)
- Cardeal Secretário de Estado – Pietro Parolin (2013 – atualmente)
- Presidente da Pontifícia Comissão – Fernando Vérgez Alzaga (2021 – atualmente)

## Eventos

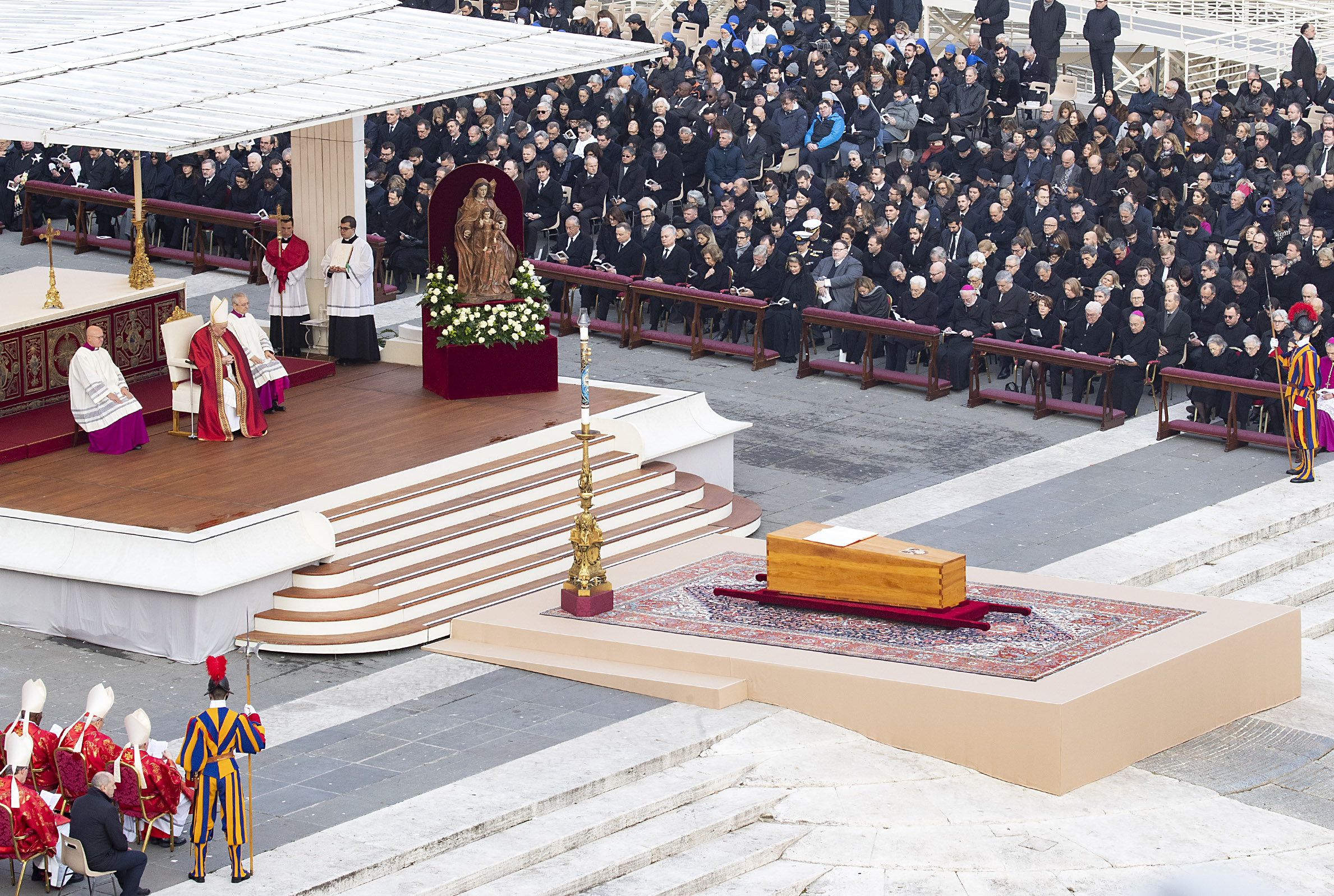
Papa Francisco presidindo o funeral do Papa emérito Bento XVI

- 5 de janeiro – Ocorre o funeral do Papa emérito Bento XVI na Praça de São Pedro, reunindo mais de 50 mil pessoas.[1]
- 16 de março – Primeiro-ministro do Líbano Najib Mikati visita o Papa Francisco.[2]

### Previstos
- 4 a 29 de outubro – XVI Assembleia Geral Ordinária do Sínodo dos Bispos[3]